# 스태튼아일랜드 녹지

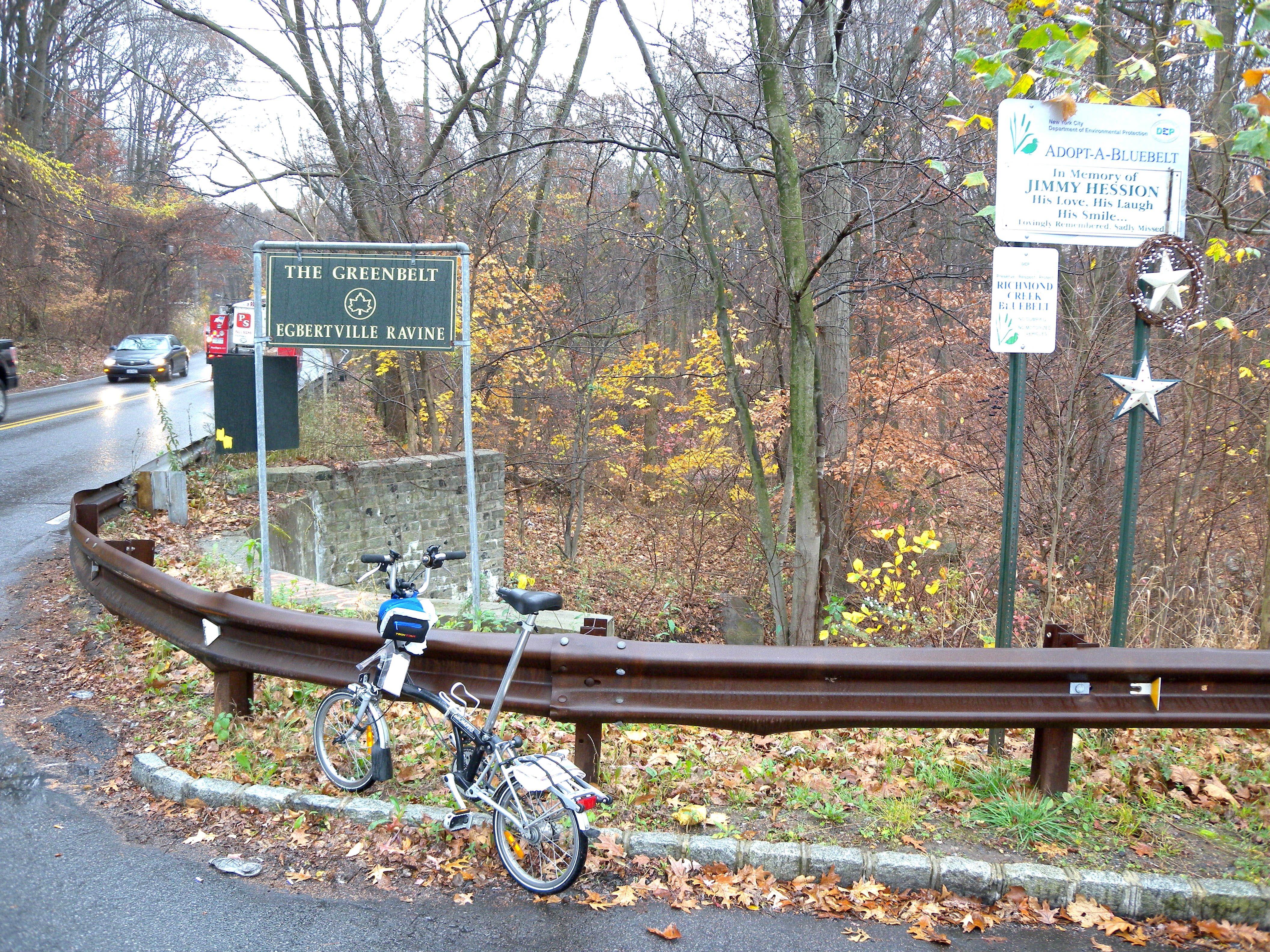
스태튼아일랜드 녹지

스태튼아일랜드 녹지(Staten Island Greenbelt)는 뉴욕 스태튼아일랜드의 자연, 언덕, 공원 밀집 지역이다. 뉴욕 공원 관리소가 관리한다.